# Ratkovo (Serbien)
Ratkovo (serbisch-kyrillisch Ратково; bis 1948 Parabuć, deutsch Parabutsch, ungarisch Paripás) ist ein Dorf in der Opština Odžaci im Okrug Zapadna Bačka der autonomen Provinz Vojvodina in Serbien mit etwa 2840 Einwohnern (Stand: 2022). Der Ort liegt auf halber Strecke zwischen Apatin und Novi Sad auf einer Höhe von 80 bis 88 Metern über dem Meeresspiegel.

## Geschichte

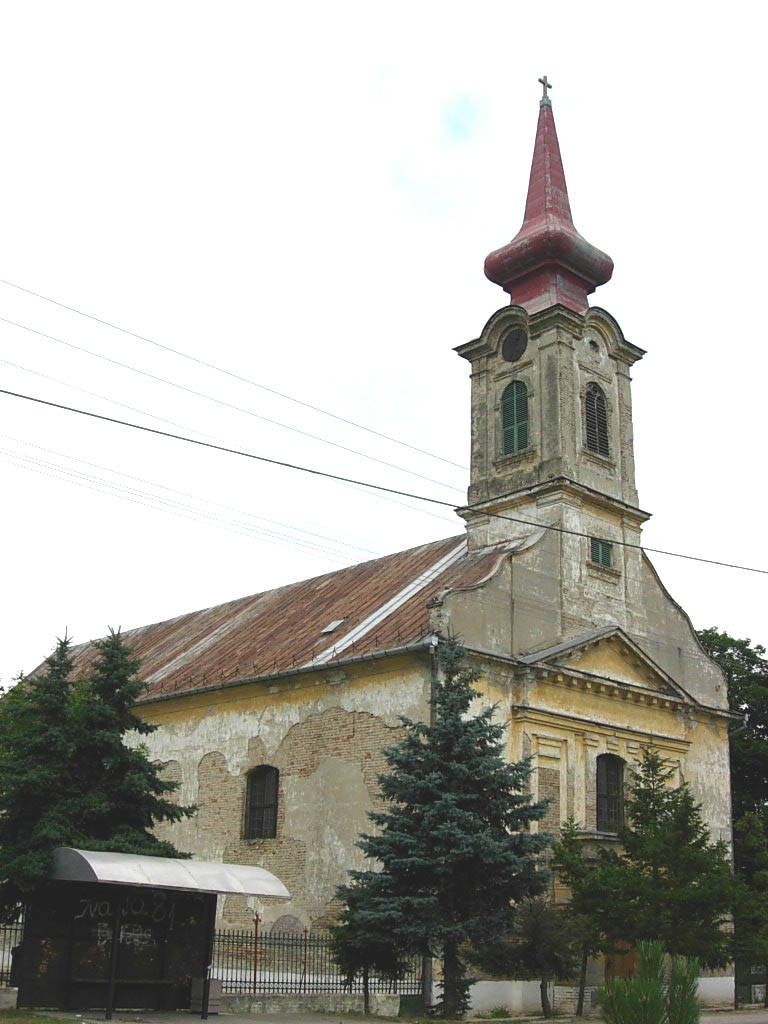
Katholische Kirche St. Johann Nepomuk

Die 150-jährige Herrschaft der Osmanen führte zur Verwüstung und Entvölkerung der Pannonischen Tiefebene. Von den Türken geduldete nomadisierende Südslawen übernahmen bereits bestehende Ortschaften oder gründeten neue Siedlungen. Die damaligen Turbulenzen ließen in der Regel jedoch keine nachhaltigen Siedlungen zu. In Parabutsch reichen die Spuren erster slawischer Siedler bis in das Jahr 1650 zurück. Nach osmanischen Aufzeichnungen (Defter) wird Parabutsch als öde Ortschaft (als eine von 150 verlassenen Siedlungen) aufgezählt. 1715 lebten bereits wieder 4 slawische Familien im heutigen Ort. 1748 ist die Bevölkerung auf 113 slawische Familien angewachsen. Die erste Schule ist seit 1745 nachweisbar.
Nach dem Sieg der Österreicher gegen die Osmanen (1697) unter Prinz Eugen bei Zenta und dem anschließenden Friedensvertrag von Karlowitz (1699) musste das Osmanische Reich unter anderem die Batschka an Österreich abtreten. Nach Erscheinen des Kaiserlichen Impopulationspatentes („.. zur besseren Auffhelfung, wieder Erhebung und Bevölkerung derselben“) war seitens der Wiener Hofkammer eine sofortige Neubesiedlung der Batschka geplant, die jedoch bald wegen der Vorrangstellung der Militärgrenze (Pantschowa, Temeswar etc.) zurückgestellt wurde. Als eigentlicher Wiederbesiedler des „Batscher Distrikts“ – wie der amtliche Ausdruck jetzt hieß – kann der unter Kaiserin Maria Theresia eingesetzte Hofkammerrat Anton von Cothmann angesehen werden. Seine Tätigkeit fällt in die Zeit des Zweiten Großen Schwabenzuges (1763–1773).

### Deutsche Besiedlung von Parabutsch

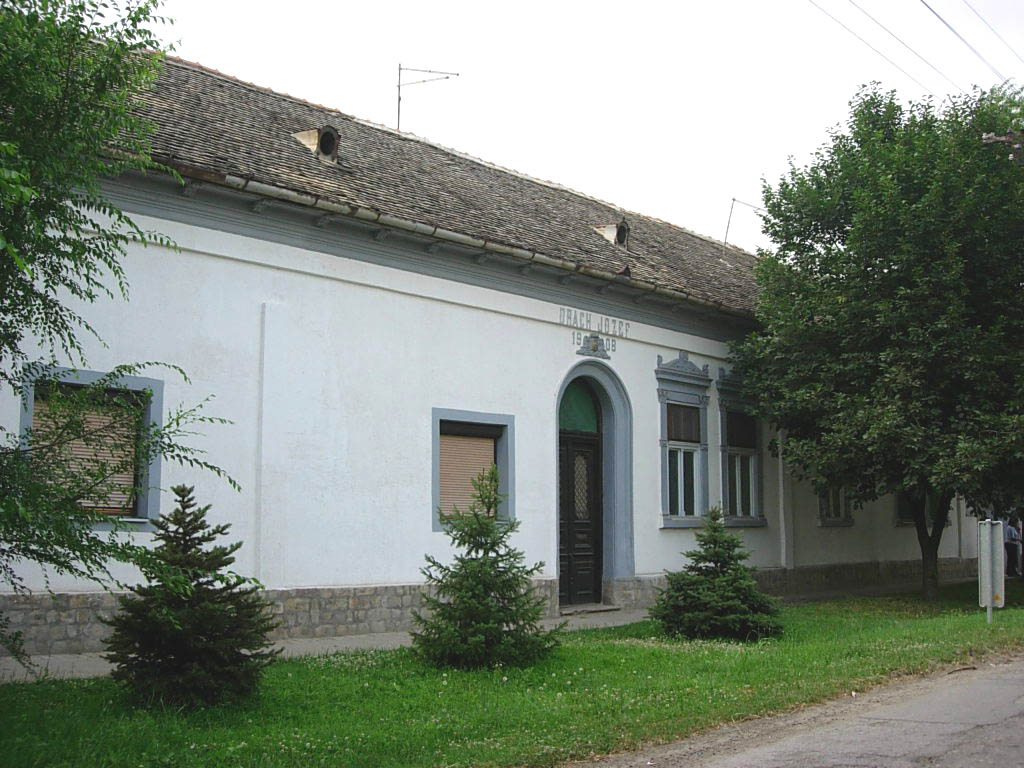
Altes deutsches Bauernhaus

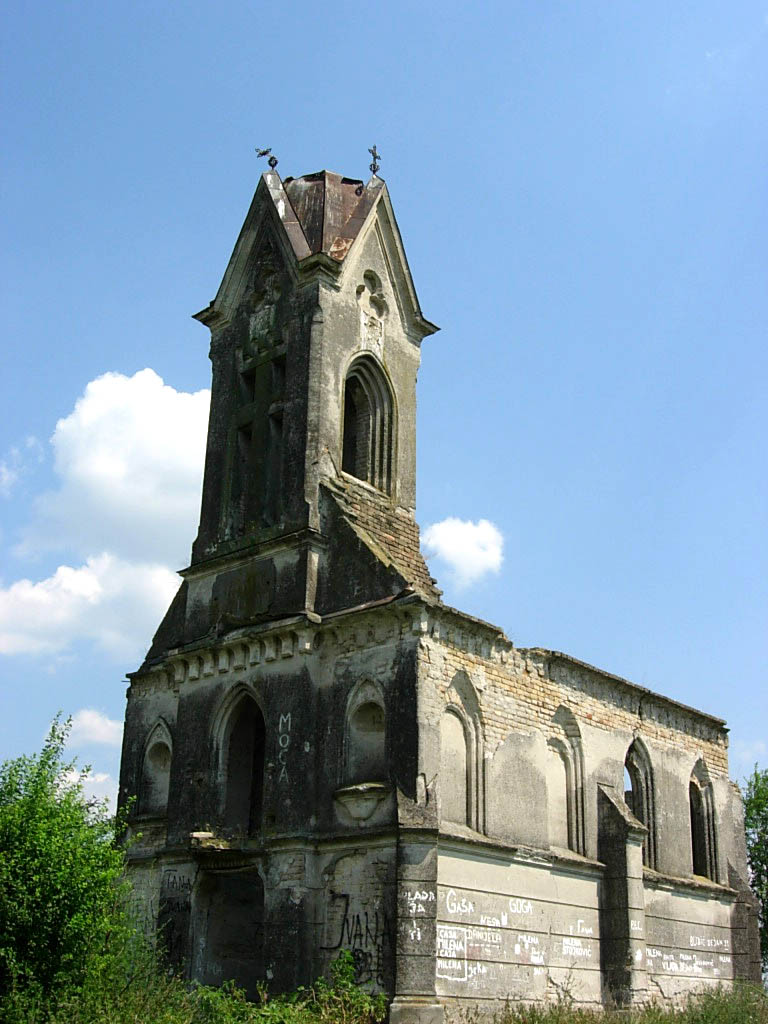
St.-Josef-Kapelle am Friedhof

Im Jahr 1748 begann im Zuge der theresianischen Kolonisation die planmäßige Ansiedlung von 200 „deutschen Familien“ aus Bayern, Württemberg, Pfalz, und Baden, sowie Franzosen aus Lothringen im östlichen Teil des Dorfes, die um 1772 abgeschlossen war.
Die Besiedlung des damaligen Parabutsch mit Deutschen erfolgte in drei Schüben. Die ersten Deutschen waren noch keine Einwanderer. Sie übersiedelten teilweise 1763–1767 aus den umliegenden Gemeinden hierher, da sie in ihren Heimatgemeinden wegen Feldmangels kein Auskommen mehr hatten.
Der zweite Schub kam in den Jahren 1780–1786. Dies waren vorwiegend Odzaci (Hodschag), aber auch bereits Reichseinwanderer. In dieser Zeit betrug die Einwohnerzahl neben 151 serbischen Haushalten bereits 50 deutsche Bauernfamilien. Sie errichteten ihre Ansiedlungshäuser am östlichen Teil des Dorfes. Schon damals wurde die „Hauptgasse“ mit Häusern geradlinig verlängert, die sogenannte „Krumme Gasse“ konnte wegen der größeren deutschen Grundstücke jedoch nicht weitergeführt werden. Dadurch entstand eine „Ausbausiedlung“ mit einem serbischen und deutschen Teil, die auch bis zur Vertreibung der Deutschen im Jahr 1944 als „serbisches Dorf“ und „deutsches Dorf“ bezeichnet wurden.
Die dritte und letzte Zuwanderung erfolgte im Jahr 1787, als 50 Kolonistenfamilien aus Ruma hier eingewiesen wurden. Wie es heißt wurden sie „Opfer eines skrupellosen Grafen, der die kaiserlichen Zuwendungen, der Kameralverwaltung nicht an die Zuwanderer weitergab, sondern selbst für sich und seine „Lebensführung“ verwendete“. Sie erhielten als Start ein kleines Haus, Felder und Ackergeräte, eine Kuh und „Zugvieh“. Das Eigentum der Serben durfte bei der Ansiedlung nicht angetastet, schon gar nicht enteignet werden. Dies wurde als die Grundlage für das über hundert Jahre dauernde friedliche Zusammenleben der sogenannten Donauschwaben mit den Serben, Ungarn, Juden und anderen Volkszugehörigkeiten angesehen.
Bei der Volkszählung von 1900 wurden 4347 Einwohner registriert. Darunter waren 3463 Deutsche, 475 Serben und Kroaten, 194 Ungarn, 32 Slowaken und 3 Sonstige. Im Ort lebten auch 92 Juden, die aber nicht gesondert aufgelistet wurden.
Die erste katholische Kirche wurde 1784 errichtet, die jedoch 1811 durch eine modernere Kirche „St. Johann Nepomuk“ ersetzt wurde.

### Parabutsch im Zweiten Weltkrieg
Mit Beginn des Zweiten Weltkrieges wurden alle wehrfähigen Männer des Ortes von der Jugoslawischen Armee zum Kriegsdienst eingezogen. Nach der Kapitulation der jugoslawischen Armee wechselten die deutschen Männer zur ungarischen Armee, waren aber auch aufgerufen, sich freiwillig in die SS zu melden. Da dieser Aufruf praktisch jedoch erfolglos blieb, wurden alle greifbaren Männer der Jahrgänge 1900 bis 1924 zwangsgemustert. Die jüngsten Jahrgänge wurden nach Prag zur Grundausbildung gebracht und danach an die Ostfront befohlen. Die älteren Jahrgänge meldeten sich mehrheitlich zur „Hipo“ (Hilfspolizei), um den Kriegsdienst zu umgehen.
Im April 1942 wurde die 7. Gebirgsdivision „Prinz Eugen“ aufgestellt. Zunächst war der Dienst in der Division freiwillig, später jedoch wurden alle wehrpflichtigen deutschen Männer der Vojvodina vom 17. bis zum 50. Lebensjahr, sofern sie nicht in der Landwirtschaft unabkömmlich waren, eingezogen. Mit der Aufstellung der „Prinz Eugen“ wurde von Himmler erstmals die „rassische Auslese“ und das „Freiwilligkeitsprinzip“ für die Waffen-SS fallengelassen. Die Prinz-Eugen-Division operierte hauptsächlich in Bosnien und in Serbien, weshalb deren Soldaten später von der jugoslawischen Regierung zu Landesverrätern erklärt wurden.
Im Jahr 1962 wurden, wegen der Tötung von vier jüdischen Bewohnern im März 1944, sieben Männer aus Parabuc vom Landgericht Tübingen zu Zuchthausstrafen verurteilt.
1948 wurde der Ort Parabuć in Ratkovo umbenannt, nach dem serbischen Kämpfer im spanischen Bürgerkrieg Ratko Pavlović „Chico“.

## Persönlichkeiten
- Michael Eisemann (1898–1966), ungarischer Komponist
- Annemarie Ackermann (1913–1994), deutsche Politikerin (CDU)
- Jovica Stanišić (* 1950), jugoslawischer Geheimdienstchef
- Kaća Čelan (* 1956), serbische Theaterwissenschaftlerin, Autorin und Regisseurin